# Junonia lemonias
Junonia lemonias (Engels: Lemon Pansy ) is een dagvlinder uit de familie Nymphalidae (vossen, parelmoervlinders en weerschijnvlinders). 

## Kenmerken
Beide geslachten zijn nagenoeg identiek. De spanwijdte varieert tussen de 45 en 60 millimeter.

## Verspreiding en leefgebied
De vlinder komt voor in het Oriëntaals gebied, met name in Sri Lanka, India, Pakistan en Myanmar tot op een hoogte van 2500 meter. 

## Waardplanten
Waardplanten van de rupsen zijn onder meer Nelsonia campestris, Asteracantha longifolia en Lepidagathis incurva.

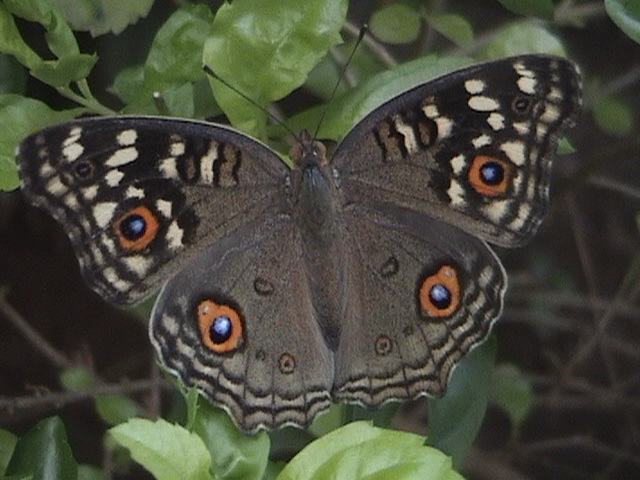
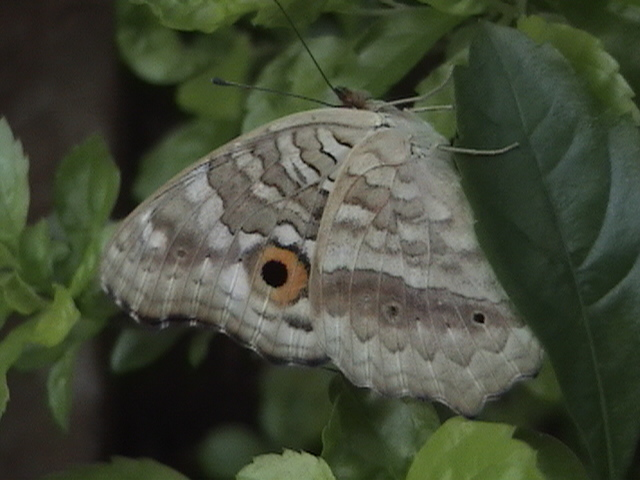

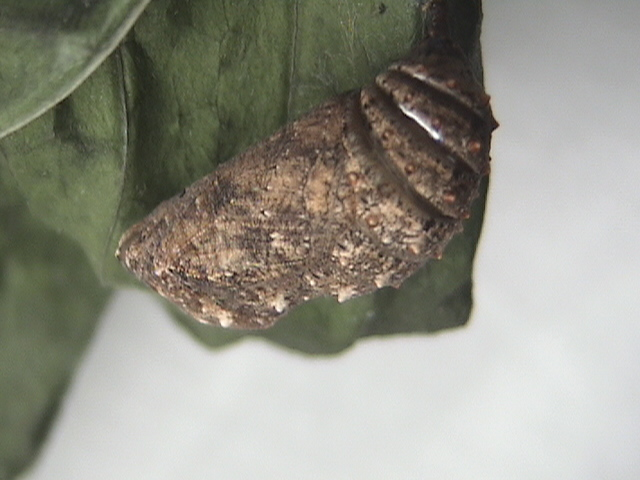